# 하디 공간
함수해석학에서 하디 공간(Hardy空間, 영어: Hardy space)은 하디 노름(영어: Hardy norm)이라는 어떤 특별한 노름이 유한한, 단위 원판 위의 정칙 함수들로 구성된 위상 벡터 공간이다.

## 정의
양의 확장된 실수 {\displaystyle p\in (0,\infty ]}가 주어졌다고 하자. 열린 단위 원판
{\displaystyle Z=\{z\in \mathbb {C} \colon |z|<1\}}
위의 정칙 함수 {\displaystyle f\colon Z\to \mathbb {C} }에 대하여, 다음과 같은 함수를 정의하자.
{\displaystyle \|f\|_{\operatorname {H} ^{p}}=\sup _{0\leq r<1}{\sqrt[{p}]{{\frac {1}{2\pi }}\oint |f(r\exp(\mathrm {i} \theta ))|^{p}\,\mathrm {d} \theta }}\in [0,\infty ]}
{\displaystyle \|f\|_{\operatorname {H} ^{\infty }}=\sup _{z\in Z}|f(z)|\in [0,\infty ]}
이 값이 유한한 정칙 함수들의 공간을 하디 공간이라고 하며, {\displaystyle \operatorname {H} ^{p}}로 표기한다.

## 성질
만약 {\displaystyle 1\leq p\leq \infty }이라면, {\displaystyle \|-\|_{\operatorname {H} ^{p}}}는 노름이며, {\displaystyle \operatorname {H} ^{p}}는 복소수 바나흐 공간이다.
만약 {\displaystyle 0<p<1}이라면, {\displaystyle \|-\|_{\operatorname {H} ^{p}}}는 노름이 아니며, {\displaystyle \operatorname {H} ^{p}}는 복소수 바나흐 공간이 아닌 위상 벡터 공간이다.

### 르베그 공간과의 관계
임의의 {\displaystyle p\in (0,\infty ]} 및 {\displaystyle f\in \operatorname {H} ^{p}}에 대하여,
{\displaystyle \iota (f)(\theta )=\lim _{r\to 1}f(r\exp(\mathrm {i} \theta ))}
는 거의 모든 {\displaystyle \theta }에 대하여 존재한다. 따라서, 이는 단사 포함 사상
{\displaystyle \iota \colon \operatorname {H} ^{p}\to \operatorname {L} ^{p}(\mathbb {S} ^{1};\mathbb {C} )}
을 정의한다. 여기서 {\displaystyle \operatorname {L} ^{p}(\mathbb {S} ^{1};\mathbb {C} )}는 원 위의 복소수 값 르베그 공간이다.

## 역사
리스 프리제시가 1923년에 도입하였으며, 고드프리 해럴드 하디의 이름을 따 명명하였다.

## 참고 문헌
1. ↑  Duren, P. L. (1970). 《Theory of Hp spaces》. Pure and Applied Mathematics (영어) 38. Academic Press. doi:10.1016/S0079-8169(13)60001-X.
2. ↑  Koosis, P. (1998). 《Introduction to Hp spaces》. Cambridge Tracts in Mathematics (영어) 115 2판. Cambridge University Press.
3. ↑  Riesz, Frigyes (1923). “Über die Randwerte einer analytischen Funktion”. 《Mathematische Zeitschrift》 (독일어) 18: 87–95. doi:10.1007/BF01192397.